# The Butterfly Effect (album)
The Butterfly Effect – czwarty album studyjny grupy muzycznej Moonspell. Wydawnictwo ukazało się w 1999 roku nakładem wytwórni muzycznej Century Media Records. Nagrania zostały zarejestrowane w Trident II Studios w Londynie w czerwcu 1999 roku we współpracy z producentem muzycznym Andym Reilly.

## Lista utworów
Opracowano na podstawie materiału źródłowego.
1. "Soulsick" (Crestana, Paixão, Ribiero) – 4:16
2. "Butterfly FX" (Crestana, Paixão, Ribiero) – 3:51
3. "Can't Bee" (Crestana, Paixão, Ribiero) – 5:11
4. "Lustmord" (Crestana, Paixão, Ribiero) – 3:44
5. "Selfabuse" (Amorim, Crestana, Paixão, Ribiero) – 4:16
6. "I Am The Eternal Spectator" (Paixão, Ribiero) – 3:31
7. "Soulitary Vice" (Paixão, Ribiero) – 3:27
8. "Disappear Here" (Paixão, Ribiero) – 3:33
9. "Adaptables" (Paixão, Ribiero) – 3:00
10. "Angelizer" (Paixão, Ribiero) – 4:27
11. "Tired" (Crestana, Paixao, Ribiero) – 5:23
12. "K" / "O Mal De Christo" (Crestana, Paixao) – 12:40

## Twórcy
Opracowano na podstawie materiału źródłowego.

- Fernando Ribeiro - wokal
- Ricardo Amorim - gitara
- Sérgio Crestana - gitara basowa
- Pedro Paixão - syntezator, sampler
- Mike Gaspar - perkusja
- Andy Reilly - inżynieria dźwięku, produkcja muzyczna
- Richard Hinton - asystent inżyniera dźwięku
- Andy Reilly - mastering
- Patrick Bird - mastering
- Carsten Drescher - oprawa graficzna
- Paulo Moreira - oprawa graficzna, zdjęcia